# 刘同德 (1937年)
刘同德（1937年—），山东荣成人，中华人民共和国政治人物。

## 生平
出生于山东省荣成市埠柳镇东初家村。1954年参加工作，1958年12月加入中国共产党。历任荣成寻山乡党委副书记、革委会副主任，邱家乡党委书记、革委会主任，石岛镇党委书记，荣成县委常委、宣传部长、县委副书记、革委会副主任，中共海阳县委书记等职。1984年1月至1987年2月。任中共莱阳县委书记兼县人武部政委，后任中共烟台市委党校党委书记。